# Meister des Marientodes

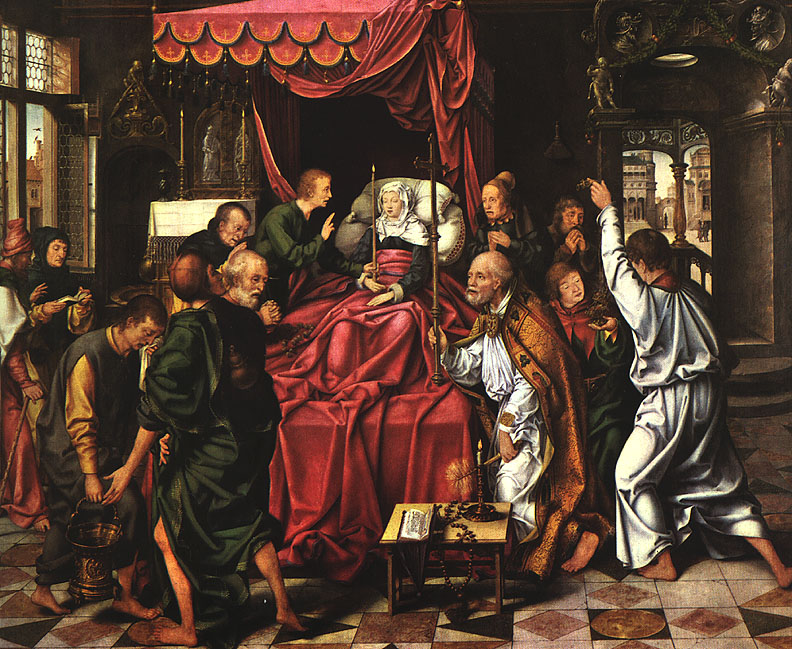
Joos van Cleve (Meister des Marientodes): Der Tod der Jungfrau. Um 1520, München, Alte Pinakothek

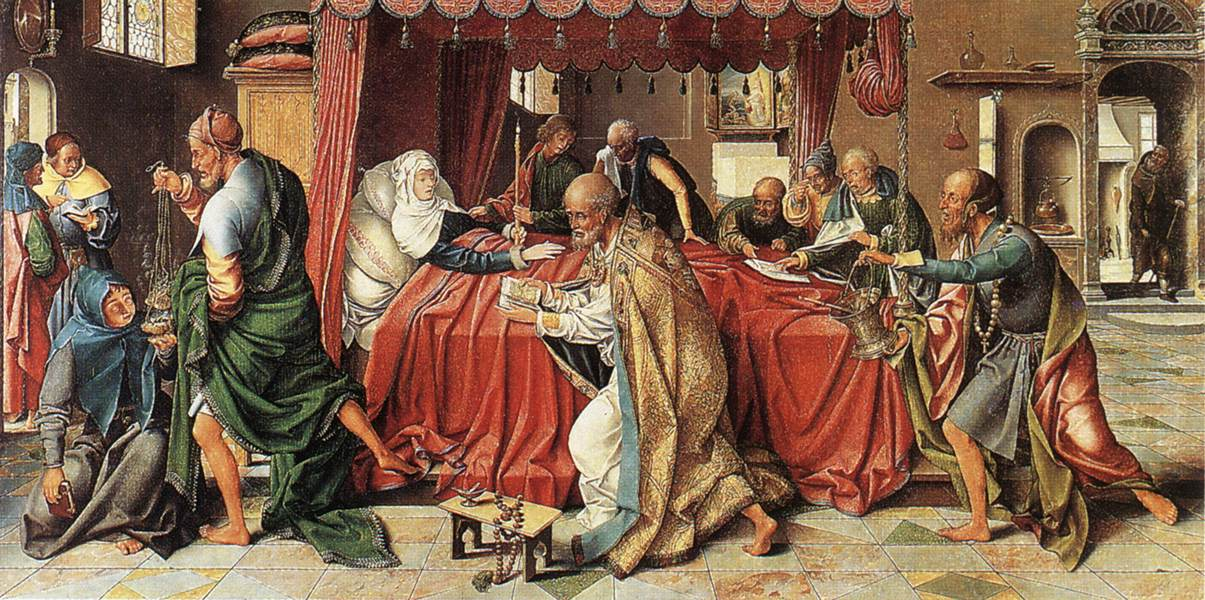
Joos van Cleve (Meister des Marientodes): Der Tod der Jungfrau. Um 1515, Köln, Wallraf-Richartz-Museum

Als Meister des Todes der Maria oder Meister des Marientodes wurde in der Kunstgeschichte lange Zeit ein namentlich nicht bekannter mittelalterlicher Maler bezeichnet. Von diesem waren zwei Triptychen ursprünglich aus Kölner Kirchen kommend erhalten, deren Mittelteile den Tod der Maria, der Mutter Jesu darstellen. 1515 beziehungsweise um 1525 entstanden, wurden sie von den Kunstsammlern Sulpiz Boisserée und Ferdinand Franz Wallraf im 19. Jahrhundert aufgekauft und finden sich heute im Wallraf-Richartz-Museum in Köln und in der Alten Pinakothek in München.
Die Bilder des Marientodes zeigen einen starken niederländischen Einfluss. So soll beim Meister des Marientodes eine Kenntnis der Malweise des flämischen Malers und Mitbegründers der Antwerpener Malerschule Quentin Massys erkennbar sein, aber auch italienischer Einfluss beispielsweise in Motivwahl und -darstellung der Sterbeszene. Über längere Zeit wurden Vermutungen angestellt, was die wahre Identität des Meisters sein könnte. Unter anderem wurde Jan Joest, ein niederrheinisch-niederländischer Maler aus Kalkar am Niederrhein vorgeschlagen.
Heute werden die Bilder des Marientodes als Werk von Joos van Cleve betrachtet. Die zwei Altarbilder werden als eines seiner Hauptwerke betrachtet und sind heute unter seinem Namen ausgestellt.

## Werke
- Flügelaltar, Mitteltafel: Tod Mariä, 1515, Holz, 65 × 126 cm. Köln, Wallraf-Richartz-Museum.
- Flügelaltar, Mitteltafel: Tod Mariä, vor 1523, Holz, 132 × 154 m. München, Alte Pinakothek.